# 連邦軍人事局
連邦軍人事局（れんぽうぐんじんじきょく、ドイツ語：Logistikamt der Bundeswehr、略称：PersABw）は、戦力基盤軍に存在する機関の一つ。ドイツ連邦軍全軍を対象とする軍技術士官（OffzMilFD）と同等の給与等級A15を通じて士官の経歴管理、部隊業務、衛生業務、軍楽隊業務および地理情報業務などの組織域ごとの人事処理に関する中心的業務を取り扱う。
飾緒を着用できる下士官（一等兵曹、軍曹級も含む）および飾緒を認められていない下士官と部隊および機関ための中心的人事管理については連邦軍基幹業務局が担当している。
人事局はノルトライン＝ヴェストファーレン州ケルンに所在する。

## 歴代局長
| 代 | 氏名                                                                   | 着任           | 離任           |
| -- | ---------------------------------------------------------------------- | -------------- | -------------- |
|    | ラジモヴィッツ少将 Rasimowitz                                          | ？             | ？             |
|    | アンドレ＝ディーター・グーベルナティス陸軍少将 André-Dieter Gubernatis | ？             | 2005年         |
|    | ヴォルフガング・ボルン陸軍少将 de:Wolfgang Born (General)              | 2005年         | 2006年12月16日 |
|    | マンフレート・シュレンカー陸軍少将 de:Manfred Schlenker (General)      | 2006年12月16日 |                |